# Johann Franz (junior)
Johann Franz junior (ur. w 1893 w Nowej Leśnej, zm. w 1915 na froncie galicyjskim) – spiskoniemiecki przewodnik tatrzański, syn Johanna Franza seniora, również przewodnika.
Przewodnikiem został dzięki ojcu, który go wprowadził w góry i wyuczył zawodu. Już w wieku 15 lat (1908) Johann Franz junior został przewodnikiem III klasy. Klasę II otrzymał trzy lata później, a klasę I – jako dwudziestolatek (1913). Był jednym z prekursorów narciarstwa w Tatrach.
Zginął w wieku 22 lat na froncie galicyjskim I wojny światowej.